# الاتحاد الوطني الكبير لكينيا
الاتحاد الوطني الكبير كان حزبًا سياسيًا في كينيا.

## التاريخ
تأسس الحزب من قبل عضو البرلمان السابق عن دائرة لايكيبيا الشرقية، موانجي كيونجوري. تم تسجيله رسميًا في 8 مارس 2012. خلال الانتخابات العامة الكينية لعام 2013، كان أداءه ضعيفًا إلى حد ما، حيث فاز فقط بعدد من مقاعد مجلس المقاطعات في وحول وسط كينيا.
في عام 2016، اندمج الحزب في حزب اليوبيل.